# 라미부딘/랄테그라빌
라미부딘/랄테그라비르는 두트레비스(Dutrebis)라는 상품명으로 판매되는, 후천 면역 결핍증후군을 치료하기 위해 사용되는 고정 용량의 항레트로바이러스 복합제제이다. 이 제제는 라미부딘과 랄테그라비르를 함유하고 있다. 경구로 복용한다. 부작용으로는 젖산 산증, 췌장염, 간부전과 중증의 발진이 나타날 수 있다. 2015년 미국에서 의학적 용도로 사용을 허가받았다.

라미부딘/랄테그라비르는 현재 미국에서 구할 수 없다.